# Musée du château fort de Logne
Le Musée du château fort de Logne est situé au sein de la ferme de la Bouverie dans le village de Vieuxville faisant partie de la commune de Ferrières (Province de Liège- Belgique).

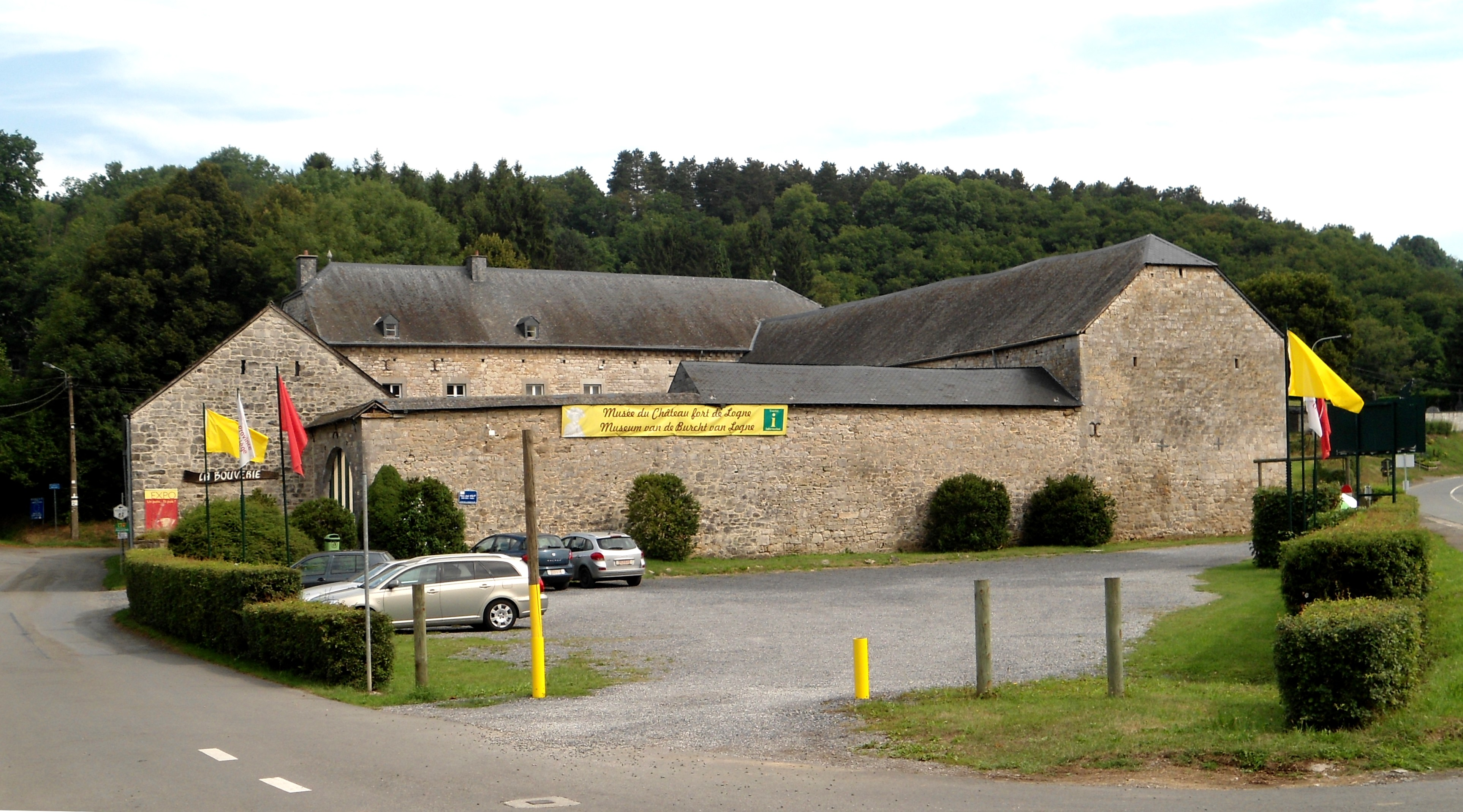
Ferme de la Bouverie et Musée du Château fort de Logne à Vieuxville

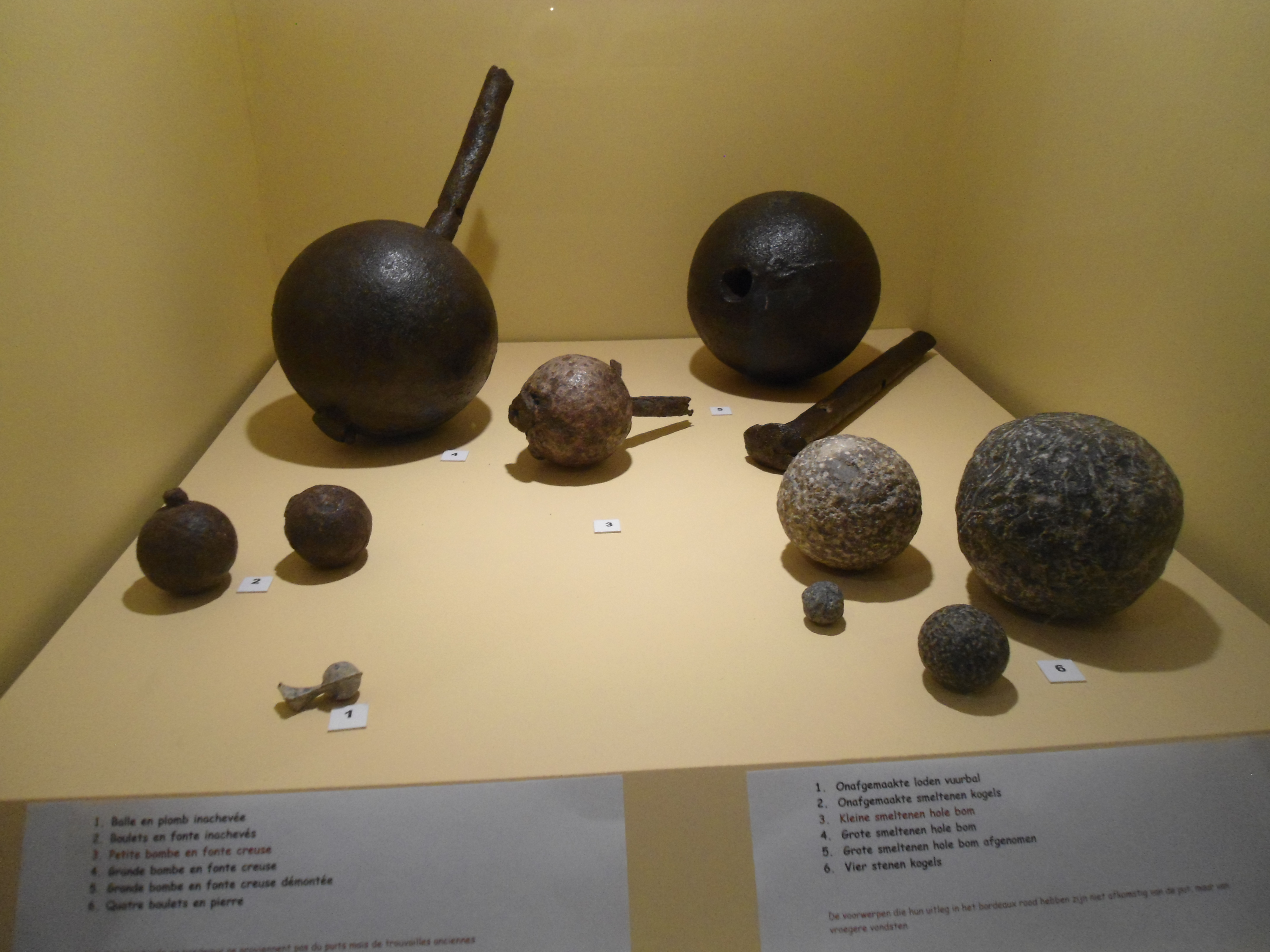
Musée du Château fort de Logne : bombes et boulets en fonte et en pierre

## Description
En réalité, ce musée expose les découvertes réalisées sur deux sites bien distincts du village de Vieuxville : le château fort de Logne et le cimetière mérovingien de Vieuxville.
- Le rez-de-chaussée présente les objets découverts sur le site du château fort de Logne situé à un kilomètre du musée. Et plus particulièrement, le résultat des fouilles réalisées dans le puits du château fort. Ce puits, entièrement comblé depuis plus de 480 ans, d'une profondeur de 56 mètres et de 2 mètres 50 de diamètre, a été systématiquement déblayé entre 1990 et 2003. Les restes d'une grande machine de levage en bois, des bols, des écuelles, des armes toujours munies de leurs poignées, un cadran solaire et beaucoup d'autres objets ont pris place dans les vitrines du musée. Un petit film explique la chronologie des fouilles de ce puits.

- Au premier étage, se trouvent de nombreux objets trouvés dans les 190 tombes du cimetière mérovingien de Vieuxville. Il s'agit principalement d'armes, de bijoux, de céramiques et surtout de verreries datant du Ve siècle au VIIe siècle. Les reconstitutions de plusieurs tombes et d'une maison du VIe siècle sont également visibles.

## Visite
Le musée est ouvert du 1er avril au 11 novembre suivant les horaires en vigueur.